# 六戶町
六戶町（日语：／ Rokunohe machi */?）是位於日本青森縣東南部的町，隸屬於上北郡。轄區地處上北台地上，發源於十和田湖的奧入瀨溪流流經境內，並在東邊注入太平洋。當地在對外通勤與就學方面與十和田市、三澤市有著密切關聯。六戶町作為青森縣南部地區的賞櫻勝地而聞名，町內的館野公園主要栽種日本山櫻和染井吉野櫻。

## 地理
六戶町境內約30.4%的面積被山林覆蓋，40.3%的土地用於水田和種植耐旱作物。為北部與南部坐落著海拔40至80公尺的台地，境內的水田多分佈在奧入瀨溪流與青森縣道10號的沿途地區。

### 氣候
六戶町的年均溫約為9.5℃，夏季氣溫較低，冬季的降雪量則較少。6月至7月，從太平洋挾帶涼冷空氣的東北風對當地的農作物生長造成損害。而冬季由西北季風引起的暴風雪會對北部地區的交通產生影響。

## 歷史
文治5年 (1189年) ，南部光行因在奧州合戰中立下戰功，而被源賴朝授予陸奧國的糠部5郡，其範圍從現今的青森縣南部延伸至岩手縣北部。當時奧入瀨溪流的流域一帶被稱為「六戶」。江戶時代，六戶地區原本屬於南部藩的領地，並由五戶代官所管轄，後來則由七戶藩進行統治。
1889年（明治22年）日本實施町村制，境內的折茂村、柳町村、小平村、鶴喰村、犬落瀨村、上吉田村、下吉田村合併成六戶村。1957年（昭和32年）10月1日，六戶村改為現今的六戶町並實施町制。

## 行政
- 町長：佐藤陽大（2024年（令和6年）1月29日就任）
- 町議會：12人

在平成大合併中，該町原本以和下田町及百石町（現奧入瀨町）合併為目的設立合併協會，不過後期因為特例債的運用方針產生對立並且退出。受到此行為的影響，町內的合併贊成派和反對派因而對立，並發起罷免町長及進行町長選舉。結果反對派勝利，因此六戶町繼續以獨立的町而存在。反對派稱，雖然前述的2町在地理及文化上有很強的關聯，不過在電話（市外局號）、警察、消防、保健醫療及基礎設施等方面在管轄上有很多不同的地方，因此沒有充分時間作出調整為反對合併的理由之一。

## 經濟
根據日本2015年的國勢調查統計，六戶町20.7%的就業人口從事以農業為主的第一級產業，並生產稻米、山藥、胡蘿蔔、大蒜等農產品。25%的就業人口從事以建造業與建築業為主的第二級產業，其餘的54.3%則以從事服務業等第三級產業為主。

#### 農業
奧入瀨農業協同組合（JAおいらせ （页面存档备份，存于））六戶分店。
（與在十和田市設置總店，2008年（平成20年）4月成立的十和田奧入瀨農業協同組合並不相同。）
- 稻米
- 山藥
- 胡蘿蔔
- 大蒜：亦有「日本第一的大玉蒜」作為PR招牌。
- 雞：軍雞蘆花 （页面存档备份，存于） 品牌出貨。
- 蘋果

#### 工業
- 金矢工業團地

#### 觀光
- 古牧溫泉
- 館野公園

### 郵政

#### 配送據點
- 郵政事業三澤分店負責配送

#### 郵政局
- 六戶郵政局（84094）
- 七百簡易郵政局（84779）

## 交通

### 鐵道
- 青森鐵道青森鐵道線
  - 經過町的東北部、與三澤市的邊界但沒有停車站。最近的特快停車站是三澤站。
  - （此外，現在位於三澤站周邊的古間木地區，以前是六戶村（當時）一部分。）
- 東北新幹線
  - 已於2010年12月4日開始營運的八戶站至新青森站路段，並經過町內的主要隧道，但町內並無設站。而最近的新幹線車站是八戶站或是七戶十和田站。

原本由十和田觀光電鐵所經營的十和田觀光電鐵線已於2012年3月31日停駛，改為行駛巴士。

### 巴士
- 十和田觀光電鐵
- JR巴士東北：十和田東線（奧入瀨號）
- 六戶町民巴士

### 道路
- 自動車收費道路
  - 陸奧收費：六戶臨時出入口
    - 一般在地圖上並不記載，而最近的出入口為八戶自動車道在三澤市古牧溫泉的出入口。
- 一般國道
  - 國道4號
  - 國道45號
- 主要地方道
  - 青森縣道8號八戶野邊地線
  - 青森縣道10號三澤十和田線
  - 青森縣道20號八戶三澤線
  - 青森縣道22號三澤七戶線
- 一般縣道
  - 青森縣道113號五戶六戶線
  - 青森縣道119號五戶下田停車場線
  - 青森縣道171號向山停車場六戶線
  - 青森縣道211號折茂上北町停車場線
  - 青森縣道212號米田六戶線
  - 青森縣道213號柳町下田停車場線
- 道之驛六戶

## 觀光

### 景點、遺跡
- 古牧溫泉（約有一半敷地屬於本町。）
- 熊野神社（為文室棉麻呂的家臣笹野尚城於844年（承和11年）創建。）
- 上吉田南部駒踊り（古時傳到上吉田地區的舞蹈。將騎馬武士的野馬取舞蹈化。）
- 鶴喰雞舞（傳到鶴喰地區的舞蹈。）
- 衛星六戶（青森單車競賽場場外賽單車券賣場。）
- 鄉土資料館（犬落瀨字柴山）

### 祭典、特別活動
- 今熊神樂（有350年的歷史）
- 館野公園春祭
- 六戶秋天節（9月第1個星期五、六、日）

## 特產
- 軍雞蘆花

## 地域

### 教育

#### 高校
- 青森縣県立六戶高校

#### 中學
- 六戶町立六戶中學
- 六戶町立七百中學

#### 小學
- 六戶町立六戶小學
- 六戶町立大曲小學
- 六戶町立開知小學

##### 小學（撤消及合併前）
- 七百小學（與昭陽小學合併為開知小學）
- 昭陽小學（與七百小學合併為開知小學）
- 長谷小學（統合至六戶小學）
- 柳町小學（統合至六戶小學）
- 折茂小學（2009年（平成21年）3月末閉校、2009年度統合至六戶小學）

#### 幼兒園、保育所
- 六戶幼稚園
- 小松丘幼稚園
- 第一日之出保育園
- 第二日之出保育園

### 所屬警察署
- 十和田警察署管轄範圍內
  - 六戶駐在所

### 所屬消防署
- 十和田地域廣域事務組合六戶消防署

### 金融
- 青之森信用金庫六戶分店（青之森信金，從舊十和田信用金庫→八戶信用金庫接連被指定為指定金融機關）
- 陸奧農業協同組合六戶分店

※：青森銀行、陸奧銀行在店舗外設有ATM

## 姐妹城市、提攜都市

### 國內
- 戶的兄弟城市（1994年宣言）：一戶町、二戶市、三戶町、五戶町、六戶町、七戶町、八戶市、九戶村

## 本地出身的名人
- 第37代木村庄之助（相撲立行司）
- 洗平龍也（光星學院高級學校 - 東北福祉大學 - 中日龍、原職業棒球選手（投手）、現社會人棒球「硬式棒球俱樂部東海REX」投手）
- 瀨川繪美（壘球投手）
- 寺山修司